# Krönung britischer Monarchen
Die Krönung des britischen Monarchen ist eine Zeremonie der Church of England und der Anglikanischen Gemeinschaft mit fast tausendjähriger Tradition, mit der ein neuer König oder eine neue Königin im Rahmen eines feierlichen Abendmahlsgottesdienstes durch den Erzbischof von Canterbury durch Salbung und Krönung in sein Amt eingeführt wird.
Die Krönung erfolgt traditionell in Westminster Abbey in London und üblicherweise einige Monate nach dem Tod des vorherigen Monarchen. Zum einen braucht es Zeit, die aufwändige Zeremonie vorzubereiten, zum anderen soll sie als freudiges Ereignis nicht während der Trauerzeit um den Verstorbenen stattfinden, der in der Regel ein Elternteil oder naher Verwandter des neuen Königs ist. So hat beispielsweise Elisabeth II. den Thron bereits am Todestag ihres Vaters Georg VI., dem 6. Februar 1952, bestiegen, wurde aber erst am 2. Juni 1953 gekrönt. Die Krönung ist also nicht konstitutiv für den tatsächlichen Herrschaftsantritt. Dies zeigt auch das Beispiel von Georgs Vorgänger Edward VIII.: Er wurde nach dem Tod seines Vaters Georg V. automatisch König mit allen Rechten und Pflichten, wurde aber nie gekrönt, da er schon wenige Monate später wegen seiner als nicht standesgemäß geltenden Beziehung auf den Thron verzichtete. Die Krönung des amtierenden Königs Charles III. fand am 6. Mai 2023 statt.

## Geschichte

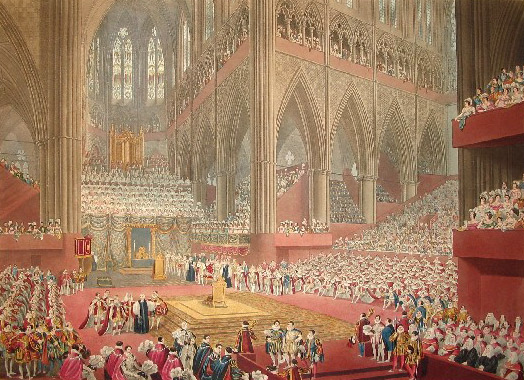
Die Krönung König Georgs IV. 1821. Blick über das „Theater“ zum Hochaltar während der Anerkennung.

Die zeitliche Einordnung der Krönung variiert in der britischen Geschichte. Der erste normannische Monarch, Wilhelm der Eroberer, wurde am 25. Dezember 1066, dem Tag der Thronbesteigung gekrönt, die meisten seiner Nachfolger innerhalb einiger Wochen oder Tage nach ihrem Amtsantritt. Da Eduard I. zum Zeitpunkt seiner Thronfolge 1272 auf dem neunten Kreuzzug war, wurde er kurz nach seiner Rückkehr im Jahr 1274 gekrönt. In ähnlicher Weise wurde die Krönung von Eduard II. durch sein Eingreifen in Schottland im Jahr 1307 verzögert. Heinrich VI. war bei seinem Amtsantritt 1422 erst wenige Monate alt und wurde daher erst sieben Jahre später gekrönt; die Regierungsgeschäfte übernahm er offiziell erst 1437, als er für reif genug gehalten wurde. Unter den hannoverschen Monarchen im späten 18. und 19. Jahrhundert galt es als angemessen, die Trauerzeit auf einige Monate auszudehnen. Beginnend mit Georg IV. verging bei jedem Monarchen mindestens ein Jahr zwischen dem Amtsantritt und der Krönung. Eine Ausnahme bildet hierbei Georg VI., dessen Vorgänger nicht verstarb, sondern abdankte.
Aufgrund der Zeitspanne, die oftmals zwischen Amtsantritt und Krönung verstrich, wurden einige Monarchen nie gekrönt. Eduard V. und Jane Grey wurden 1483 bzw. 1553 abgesetzt, bevor sie offiziell gekrönt werden konnten. Eduard VIII. dankte 1936 ebenfalls ungekrönt ab, weil das gebräuchlich gewordene Trauerjahr zum Zeitpunkt seiner Abdankung noch nicht vollendet war.
Die Orte für die Krönung variierten. Die angelsächsischen Könige wurden in Bath, Kingston upon Thames, Oxford, London oder Winchester gekrönt. Schließlich wurden seit Harald II., dem letzten angelsächsischen Monarchen, alle Krönungen in der Westminster Abbey durchgeführt. Eine Ausnahme war die erste Krönung von Heinrich III. Nach dem plötzlichen Tod von König Johann Ohneland war die Thronfolge von dessen neunjährigen Sohn wegen des Ersten Kriegs der Barone nicht gesichert. Dieser wurde deshalb am 28. Oktober 1216 in einer provisorischen Zeremonie in der Kathedrale von Gloucester von den Bischöfen von Winchester, Worcester und Exeter gekrönt, da London in der Hand der mit Frankreich verbündeten Rebellen und der Erzbischof von Canterbury außer Landes war. Nach dem Ende des Bürgerkriegs wurde der junge König am 17. Mai 1220 in Westminster vom Erzbischof von Canterbury ein zweites Mal gekrönt, um seine Herrschaft weiter zu festigen. Zwei Jahrhunderte später wurde Heinrich VI. ebenfalls zweimal gekrönt: einmal als König von England in London im Jahr 1429 und das zweite Mal als König von Frankreich in Paris im Jahr 1431.
Während des englischen Bürgerkriegs lehnte Oliver Cromwell die Krone ab, gab sich aber 1657 in einer krönungsartigen Zeremonie den Titel Lord Protector (Beschützer).
Die englische Krönungsmusik hatte immer eine besondere Bedeutung. Zahlreiche zeitgenössische Komponisten wie zum Beispiel Purcell, Händel, Elgar und viele andere schrieben Auftragswerke und machten so die jeweilige Krönung zu einem Festkonzert.

## Beteiligte
Siehe auch: Liste der in Krönungen des britischen Monarchen involvierten Personen
Der Erzbischof von Canterbury, der protokollarisch vor allen Klerikern und Laien mit Ausnahme der engeren königlichen Familie rangiert, leitet traditionell die Krönung; im Falle seiner Abwesenheit kann diese Aufgabe aber auch von einem anderen Bischof übernommen werden.
In der Tat gab es einige solcher Ausnahmen. Wilhelm I. wurde vom Erzbischof von York gekrönt, weil der Erzbischof von Canterbury vom Papst exkommuniziert worden war. Eduard II. und Heinrich III. wurden vom Bischof von Winchester gekrönt, weil der Erzbischof von Canterbury zu diesem Zeitpunkt nicht in England war. Maria I., eine Katholikin, lehnte es ab, vom protestantischen Erzbischof von Canterbury gekrönt zu werden; die Zeremonie wurde stattdessen vom Bischof von Winchester durchgeführt. Als Elisabeth I. gekrönt wurde, war der Erzbischof von Canterbury unabkömmlich, daher übernahm der Bischof von Carlisle diese Aufgabe. Als schließlich Jakob II. abgesetzt und durch Wilhelm III. und Maria II. ersetzt wurde, weigerte sich der Erzbischof von Canterbury, die neuen Staatsoberhäupter anzuerkennen, und wurde daher durch den Bischof von London vertreten.
Fast immer also, wenn der Erzbischof von Canterbury nicht an der Zeremonie teilnehmen konnte, wurde sein Platz durch einen führenden Kleriker eingenommen. Hier existiert eine gewisse Hierarchie: Der Erzbischof von York ist der Zweite in der Rangfolge, der Bischof von London der Dritte, der Bischof von Durham der vierte und der Bischof von Winchester der fünfte. Aufgrund festgesetzter Ansprüche begleiten seit 1189 der Bischof von Bath und Wells sowie der Bischof von Durham den zu krönenden König während seines Aufenthaltes in der Abteikirche. Im Fall von Elisabeth I. übernahm der mit keinem besonderen Vorrang ausgestattete Bischof von Carlisle die Zeremonie; die höhergestellten katholischen Prälaten widersprachen der religiösen Grundhaltung der protestantischen Königin. Die bischöfliche Begleitung einer Königsgemahlin ist nicht traditionell geregelt, sondern wird jeweils von der Königin bestimmt.
Traditionell Anwesende der Zeremonie sind die Great Officers of State (staatliche Bedienstete, die ihr Amt entweder erben oder vom König/von der Königin dazu ernannt werden). Die Posten von Lord High Steward und Lord High Constable (zwei dieser Great Officers of State) sind seit dem 15. und 16. Jahrhundert nicht mehr durchgängig besetzt, aber für Krönungen werden sie ins Leben zurückgerufen. Der Lordkämmerer bekleidet den Monarchen mit seiner Robe, mit Hilfe des Master of the Robes (bei einem König) oder der Mistress of the Robes (bei einer Königin) nebst ihren Gehilfen, dem Groom of the Robes.
Die Barone der Cinque Ports nehmen ebenfalls an der Zeremonie teil. Formell betrachtet sind die Barone Mitglieder aus dem House of Commons und repräsentieren die Cinque Ports. Reformen im 19. Jahrhundert jedoch integrierten die Cinque Ports in ein System von Wahlbezirken, das sich seitdem über die gesamte Nation erstreckt. Bei späteren Krönungen wurden aus den Reihen der Stadträte Beigeordnete ausgewählt, um an der Krönung teilzunehmen. Ursprünglich war es die Aufgabe der Barone, bei der Festprozession von der Westminster Hall zur Abtei und zurück einen Baldachin über dem Monarchen zu tragen. Bei allen weiteren Krönungen seit 1821 waren die Barone anwesend, trugen aber keinen Baldachin. Seit dem 17. Jahrhundert tragen vier Ritter des Hosenbandordens einen Baldachin zur Salbung des Monarchen.

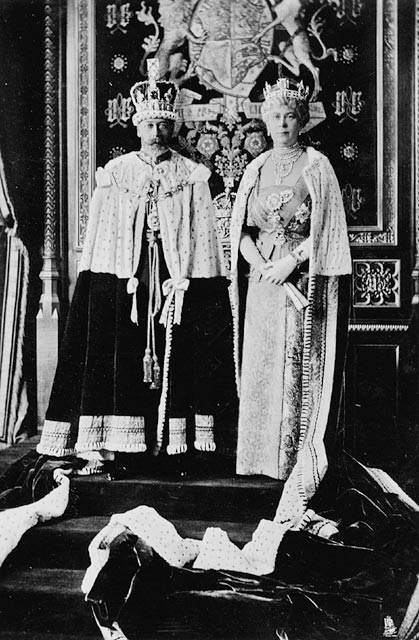
König Georg V. und Königin Mary in ihrer Parlamentsrobe

Viele Würdenträger haben bezüglich der Krönungszeremonie einige Privilegien. Streitigkeiten um solche Privilegien werden von einem eigens dafür eingerichteten Court of Claims (dt.: Gerichtshof für Beschwerden) gelöst. Den Vorsitz über diesen hat traditionell der Lord High Steward inne. Diesen Posten bekleidete im Jahr 1952 beispielsweise der Lord President of the Council, welcher ein weiterer der Great Officers of State ist. Im selben Jahr bestätigte der Court of Claims den Antrag des Dekans von Westminster, die Königin während der Zeremonie auf das richtige Verhalten hinzuweisen, und den Antrag des Fürstbischofs von Durham und des Fürstbischofs von Bath und Wells, beim Einzug neben der Königin schreiten zu dürfen. Das erste nachweisbare Eingreifen des Court of Claims war 1377 für die Krönung von Richard II. Während der Tudor-Periode hatte sich die Abstammungslinie der Lords High Steward mit der des Königsgeschlechts vermischt, daher begann Heinrich VIII. die noch heute bestehende Tradition, nur zeitweise einen Steward für die Krönung zu ernennen; einige Beigeordnete stehen ihm zur Seite, die die eigentliche Arbeit übernehmen.
Zu den Gästen bei der Krönungszeremonie gehören auch etliche Gäste aus dem politischen Bereich. Darunter sind alle Mitglieder des Kabinetts des Vereinigten Königreichs, der Premierminister, der Oppositionsführer, alle Generalgouverneure und Premierminister der Commonwealth Realms, alle Staatsoberhäupter der anderen unabhängigen Nationen im Commonwealth of Nations und alle Regierungschefs der britischen Kronkolonien. Würdenträger und Vertreter aus anderen Nationen werden üblicherweise ebenfalls eingeladen. Regierende Monarchen befreundeter Länder nehmen an der Krönung grundsätzlich nicht teil, sondern entsenden in der Regel ihre Kronprinzen bzw. Kronprinzessinnen.

## Bekleidung und Amtstrachten

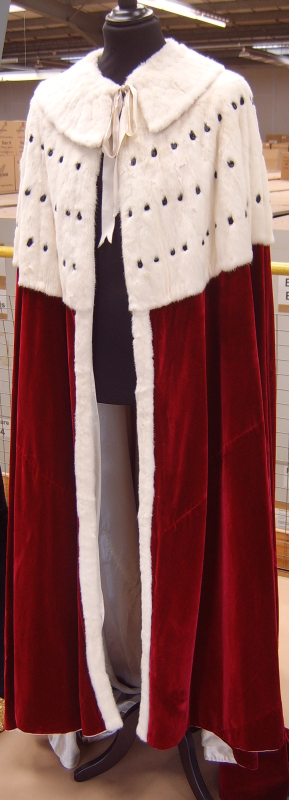
Robe eines Earls

Verschiedene Teilnehmer der Zeremonie tragen besondere Amtstrachten, Uniformen oder Roben. Die Robe eines Peers besteht aus einem purpurnen Mantel aus Samt und einem Umhang aus Hermelinfell. Streifen aus Seehundfell auf dem Umhang zeigen den Rang des Peers an. Ein Duke trägt vier Streifen, ein Marquess dreieinhalb, ein Earl drei, ein Viscount zweieinhalb und ein Baron oder Lord of Parliament zwei. Königliche Dukes tragen sechs Hermelinstreifen, Hermelin auf der Vorderseite des Umhangs und eine lange Schleppe. Die Ränge der weiblichen Peers werden nicht durch Streifen aus Seehundfell angezeigt, sondern durch die Länge der Schleppe und die Breite der Hermelinborte an deren Ende. Für eine Duchess ist die Schleppe zwei Yard lang, für eine Marchioness eindreiviertel Yard, für eine Countess eineinhalb Yard, für eine Viscountess eineinviertel Yard und für eine Baronin oder Lady ein Yard. Diese Roben werden alle ausschließlich für Krönungen verwendet.
Peers tragen Diademe, ähnlich wie die königliche Familie. Diese Diademe zeigen Wappensymbole auf der Grundlage des Ranges oder der Verbindung zum Monarchen. Das Diadem des Thronanwärters zeigt vier Kreuze im Wechsel mit vier Lilien, umgeben von einem Bogen. In derselben Art, jedoch ohne den Bogen, sind die Diademe für die weiteren Kinder und Angehörigen des Monarchen. Die Diademe der Kinder von Thronanwärtern zeigen vier Lilien, zwei Kreuze und zwei Erdbeerblätter. Die Kinder der Söhne und Brüder des Monarchen tragen vier Kreuze und vier Erdbeerblätter. Die zuvor genannten Diademe werden anstelle aller Diademe getragen, die sonst den Stand eines Peers ausdrücken. Das Diadem eines Dukes zeigt acht Erdbeerblätter, das eines Marquess vier Erdbeerblätter abwechselnd mit vier erhöhten silbernen Bällen, das eines Earl acht Erdbeerblätter im Wechsel mit acht erhöhten silbernen Bällen, das eines Viscounts sechzehn silberne Bälle und das eines Barons sechs silberne Bälle. Die Diademe weiblicher Peers sind im Wesentlichen identisch.

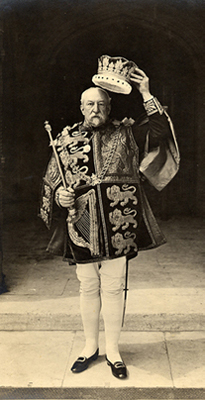
Norroy King of Arms 1902

 Neben dem Monarchen ist es nur den drei Kings of Arms gestattet, Kronen zu tragen. Diese sind die Hohen Vertreter des Wappenamtes, der heraldischen Autorität von England, Wales und Nordirland (Schottland hat eine separate Autorität, den Court of the Lord Lyon). Der Garter Principal King of Arms, der höchste der King of Arms, trägt eine goldene Krone, der Clarenceux King of Arms (zuständig für Südengland) und der Norroy and Ulster King of Arms (zuständig für Nordengland und Nordirland) tragen silberne vergoldete Kronen. Die Kronen sind nicht mit Juwelen besetzt und in keiner Weise verziert.

## Ort der Handlungen

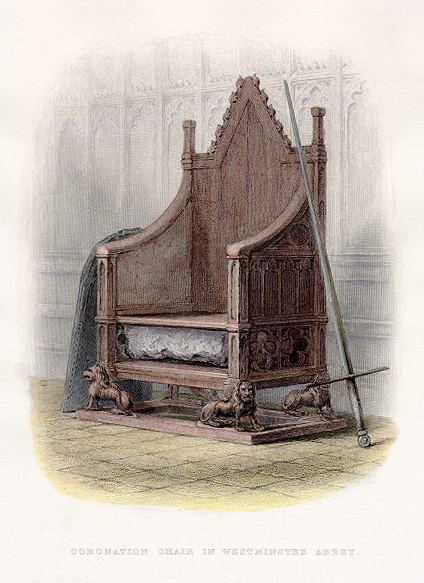
Der Krönungsstuhl

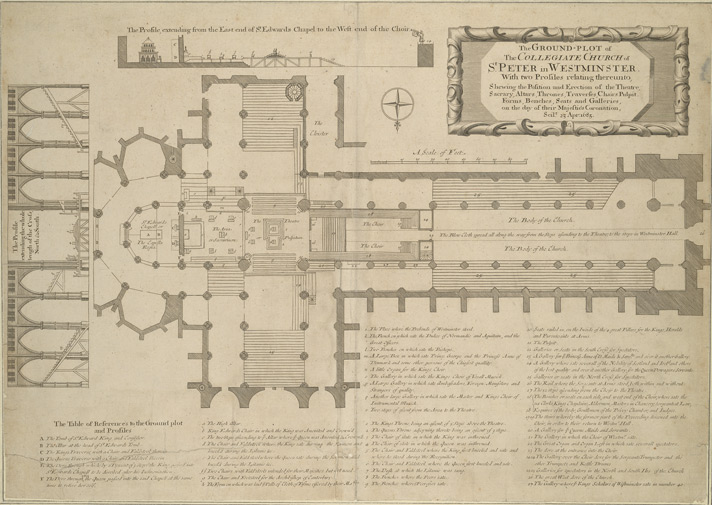
Westminster Abbey 1685. Einbauten zur Krönung James II.

Im Hochchor der Westminster Abbey, genauer unter der Vierung, wird der Boden durch ein Gerüst auf das Niveau des Hochchores angehoben, sodass vom Chorgestühl aus drei Stufen hinauf geschritten werden müssen. Dieser Bereich wird „Theater“ genannt. Exakt unter der Vierung steht auf einem um fünf Stufen erhöhten Podest der Thron, links daneben und zwei Stufen tiefer steht der Thron einer eventuellen Königin. Weiter im Mittelpunkt des Hochchores steht erhöht der King Edward’s Chair (Stuhl König Eduards). Rechts, über dem Grab der Königin Anna von Kleve, befindet sich die Ehrenloge der Königlichen Familie Royal Box, davor steht der Staatsstuhl Chair of Estate des Monarchen und rechts daneben der einer eventuellen Königin. Vor ihnen jeweils eine Kniebank. Vor dem Hochaltar mit den Insignien (englisch: regalia) stehen ebenfalls ein bzw. zwei Kniebänke und Sitze für die Teilnahme am Gottesdienst.
Auf der Seite des Monarchen (Süden) stehen die Great Officers of State, die Träger der Schwerter, der Kronjuwelen und anderer wichtige Ämter während der Liturgie. Im südlichen Querhaus die königlichen Prinzen und der männliche Adel. Auf der gegenüberliegenden Seite (Norden) stehen die Bischöfe und Geistlichen der beteiligten Kirchen – vornehmlich der Englischen Staatskirche. Im nördlichen Querhaus der weibliche Adel. Im westlich liegenden Chorgestühl nehmen die vornehmsten Ehrengäste Platz und – hinter der Chorschranke – sitzen weitere Ehrengäste. Im östlichen Teil – dem Hochaltar – nehmen die beteiligten Geistlichen ihre Plätze ein. An den Vierungspfeilern stehen die Wappenkönige, der Bürgermeister von London und einige andere wichtige Persönlichkeiten.

## Teile der Krönungsliturgie
Die Teile der Krönungsliturgie variierten im Laufe der Jahrhunderte und passten sich den jeweiligen Erfordernissen an. Seit der Reformation in englischer Sprache und seit der „Glorious Revolution“ ungefähr gleich bleibend, verringerten sich nur noch die zeremoniellen Teile.

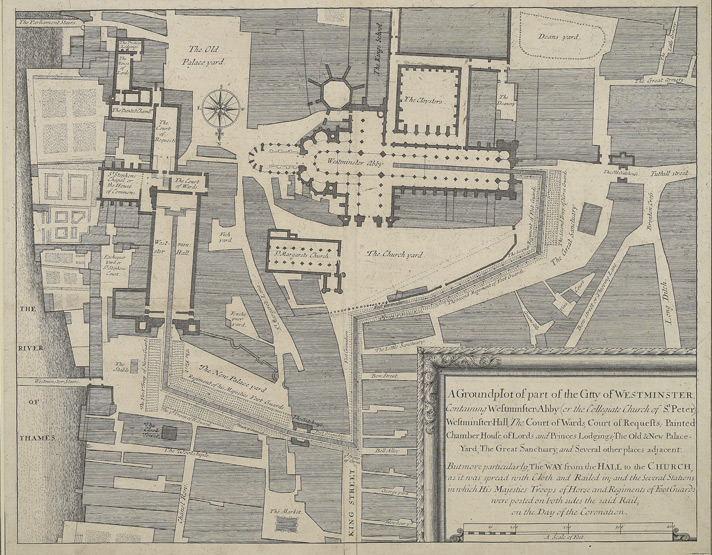
Krönungsprozession 1685

Ursprünglich erfolgte eine Krönung aus fünf bzw. vier Hauptteilen:
(bis 1608) Am Tage zuvor: Aufstellung und Prozession des Krönungszuges vom Tower of London zum Palace of Westminster
I. Aufstellung und Prozession des Krönungszuges von der Westminster Hall zur Westminster Abbey. (Seit 1821 nur innerhalb der Westminster Abbey)
II. Krönungsliturgie (s. u.)
III. Rückprozession des Krönungszuges von der Abtei zur Westminster Hall
IV. Krönungsbankett
Diese Teile wurden seit der prunkvollen und auch kostspieligen Krönung König Georg IV. 1821 zusammengerafft und bis 1953 nicht wiederholt. Offiziell sind sie nicht abgeschafft, sondern sie haben nur nicht stattgefunden.
Die Krönung von 1953 wies folgendes Schema auf:
1. Einzugs-Prozession
2. Anerkennung
3. Eid
4. Darreichung der Bibel
5. Wortgottesdienst (Lesungen & Evangelium)
6. Salbung
7. Bekleidung und Darreichung der Insignien
8. Krönung
9. Einsetzung
10. Hommage
11. Gottesdienst
12. Kommunion
13. Te Deum Laudamus
14. Umkleidung
15. Auszugs-Prozession

### Einzugs-Prozession
Siehe auch:
- Liste der Teilnehmer an der Krönungsprozession 1937
- Liste der Teilnehmer an der Krönungsprozession 1953

Alle wichtigen Würdenträger schreiten in festgesetzter Reihenfolge zu ihren Plätzen. Alle Würdenträger und Geistliche, welche an der Prozession teilnehmen, haben wirkliche oder symbolische Aufgaben in der Liturgie. Zuletzt betritt der zu krönende Monarch/die Monarchin Westminster Abbey und schreitet in der Crimson Robe (dt.: purpurnes Gewand), begleitet von Ehrendamen oder Pagen und einer Ehrengarde der Gentlemen-at-Arms. Das Gewand besteht aus einem Hermelinumhang und einer langen purpurnen, samtenen Schleppe. Nach der Krönung wird das Gewand auch bei Parlamentseröffnungen benutzt.

### Anerkennung und Eid
Sobald sich der Monarch bzw. die Monarchin auf den Chair of Estate (dt.: Staatsstuhl) setzt, werden die Insignien von ihren Trägern dem Dekan von Westminster übergeben, welcher sie auf den Hochaltar niederlegt. Alle Teilnehmer an der Prozession nehmen nun ihre vorgesehenen Plätze ein.
Nun gehen der Garter Principal King of Arms, der Erzbischof von Canterbury, der Lordkanzler, der Lord Great Chamberlain, der Lord High Constable of England und der Earl Marshal jeweils zur Ost-, Süd-, West- und Nordseite der Kirche. Der Monarch/Monarchin tritt auf die linke Seite des Krönungsstuhls und blickt in die jeweils angesprochene Seite. In jede Richtung lässt sich der Erzbischof nun die Anerkennung des Monarchen/Monarchin mit den Worten bestätigen: „Eure Herren, ich zeige euch hiermit (N.N.), euren unumstrittenen König. Wir sind hier zusammengekommen, um unsere Huldigung und unseren Dienst zu tun, sind Sie willens, dies zu tun?“ „Gott schütze den König / die Königin (N.N.)“. Der Monarch verbeugt sich dankend und einmalig vor der jeweiligen Gruppe/Seite. Fanfaren erschallen dabei.
Nachdem alle ihre Zustimmung zum Monarchen gegeben haben, wendet sich der Erzbischof an den wieder im Staatstuhl sitzenden Monarchen zur Eidablegung. Der Wortlaut variierte über die Jahre; zur Krönung von Elisabeth II. war der Dialog zwischen der Königin und dem Erzbischof folgendermaßen:
Der Erzbischof von Canterbury: „Versprechen und schwören Sie feierlich, die Völker des Vereinigten Königreiches von Großbritannien und Nordirland, Kanada, Australien, Neuseeland, der Südafrikanischen Union, Pakistan und Ceylon, und die ihrer eigenen Ländereien und anderen Territorien, die dazu gehören, gemäß ihren jeweiligen Gesetzen und Bräuchen zu regieren?“
Die Königin: „Ich verspreche feierlich, das zu tun.“
Der Erzbischof von Canterbury: „Werden Sie alles in Ihrer Macht stehende tun, um Recht und Gerechtigkeit in Gnade zu bewirken, das in allen unseren Gerichten angewendet werden soll?“
Die Königin: „Das werde ich.“
Der Erzbischof von Canterbury: „Werden Sie mit größter Kraft die Gesetze Gottes und die wahre Bekenntnis des Evangeliums aufrechterhalten? Werden Sie mit größter Kraft im Vereinigten Königreich die protestantische Religion aufrechterhalten, die nach Gesetz gilt? Werden Sie die Institution der anglikanischen Kirche und deren Doktrin, Verehrung, Disziplin und Regierung schützen und unantastbar aufrechterhalten, so wie sie nach dem Gesetz in England gilt? Werden Sie den Bischöfen und dem Klerus von England und den Kirchen, welche hier an ihre Pflichten gebunden sind, all jene Rechten und Pflichten schützen, die ihnen und jedem einzelnen von ihnen nach dem Gesetz gewährt werden sollen?“
Die Queen: „Ich verspreche, all das zu tun. Alles, was ich hier versprochen habe, werde ich ausführen und erhalten. So wahr mir Gott helfe.“
Anschließend schreitet der Monarch zum Hochaltar, kniet nieder und verspricht, auf die heilige Bibel mit Gottes Hilfe den Eid zu befolgen. Nun kommt der Lord Chamberlain of the Household, kniet ebenfalls vor dem Monarchen nieder und hält das Pergament mit dem Krönungseid dem knienden Monarchen hin. Er setzt seinen Namen über den Eid; es ist der einzige schriftliche Vertrag zwischen ihm und seinem Volk.

### Darreichung der Bibel
Dieser Teil der Krönung (bezeugt seit 1689) lag bis einschließlich 1953 zwischen der Krönung und dem Segen, jedoch wurde er hierhin verlegt, da beim Eid der Monarch auf ebendieser Bibel seinen Amtseid ablegt. Somit war die Darreichung in der Logik der Liturgie hier besser platziert.
Nachdem also die Eidablegung beendet ist, bringt der Erzbischof die Bibel zum Monarchen und sagt: „Hier ist die Weisheit. Dies ist das königliche Gesetz. Dies sind die lebendigen Worte Gottes.“ Ebenfalls als Neuerung bei der Krönung von Elisabeth II. wurde die Bibel vom Erzbischof und dem Moderator der Generalversammlung der Church of Scotland gemeinsam überbracht und vom letzteren überreicht. Nachdem die Bibel zurückgegeben war, wurde der Wortgottesdienst wieder aufgenommen und erneut nach dem Glaubensbekenntnis unterbrochen.

### Salbung
Es folgt das Herabrufen des heiligen Geistes durch den Hymnus Veni creator spiritus. Die berühmteste und älteste noch gespielte Krönungmusik Zadok the Priest von Georg Friedrich Händel schließt sich an. Der Monarch legt beim letzten Stück das purpurne Gewand und allen Schmuck ab, legt eine Albe an, ein einfaches weißes Gewand aus Leinen, das das Taufkleid symbolisiert, und geht zum Thron König Eduards. Dieser mittelalterliche Stuhl hat am Fuß einen Schacht, in den für die Zeremonie der Stein von Scone eingebaut ist. Dieser ebenfalls als „stone of destiny“ (Stein des Schicksals) bezeichnete Stein wurde früher für schottische Krönungen verwendet, bevor ihn Eduard I. nach England brachte. Seitdem gehört er zu jeder Krönung in der Westminster Abbey. Über Jahrhunderte wurde der Stein mit dem Stuhl in der Zeit zwischen den Krönungen in der Westminster Abbey aufbewahrt, 1996 aber kam er nach Schottland zurück. Dort wird er im Schloss Edinburgh ausgestellt.
Wenn sich der Monarch auf diesen Stuhl gesetzt hat, wird ein Baldachin für die Dauer der Salbung von vier Rittern des Hosenbandordens über seinen Kopf gehalten. Dieser Teil der Krönung gilt als so heilig, dass er 1953 und 2023 nicht im Fernsehen übertragen wurde. Der Dekan von Westminster gießt geweihtes Öl aus einer Ampulle/Phiole in Form eines Adlers in einen Löffel; der Erzbischof von Canterbury salbt den Monarchen danach an den Händen, an der Brust und am Kopf. Der fein gearbeitete Löffel, mit dem das Öl ausgegossen wird, ist der einzige Teil der mittelalterlichen Kronjuwelen, der das Commonwealth of England überlebt hat. Der Erzbischof beendet die Zeremonie mit einem Segensspruch.

### Bekleidung und Darreichung der Insignien
Danach wird der Monarch in das colobium sindonis und die supertunica eingekleidet. Das colobium sindonis ist ein weißes, einfaches, ärmelloses Abendkleid, das unter der supertunica getragen wird. Die supertunica ist ein langer, bis zu den Füßen reichender Umhang und besteht aus goldfarbener Seide. Sie leitet sich von der Uniform der kaiserlichen Funktionäre des byzantinischen Reiches ab. Der Lord Great Chamberlain präsentiert nun die Sporen, die für die Ritterlichkeit stehen. Sie werden nicht mehr angelegt, sondern zum Altar zurückgebracht. Der Erzbischof von Canterbury, unterstützt von anderen Bischöfen, präsentiert dem Monarchen das Juwelen-Staatsschwert. Der Monarch erhebt sich vom Krönungsstuhl und opfert es am Hochaltar. Der Lord Great Chamberlain löst das Schwert für 100 Silber-Shilling vom Altar aus und trägt es ab diesem Zeitpunkt blank vor dem Monarchen. Der Monarch wechselt abermals das Gewand.<-- Wirklich ein Wechsel? Die beiden Kleidungsstücke werden doch über die subertunica gezogen.--> Diesmal zieht er die Robe Royal und die Stole Royal an, die beide aus goldener Seide hergestellt und mit vielen Emblemen besetzt sind. Traditionell schließt hier der Lord Chamberlain die Gewandschnalle. Der Erzbischof überreicht dann dem Monarchen einige Insignien, nicht ohne vor der Übergabe am Hochaltar die Stücke zu segnen. Dem Erzbischof werden die Insignien vom Dekan von Westminster überbracht. Zuerst gibt er ihm den Reichsapfel, eine hohle, goldene Kugel, die mit einigen hervorstehenden und halb hervorstehenden Steinen besetzt ist. Auf dem Reichsapfel ist ein Kreuz angebracht, welches die Herrschaft Jesu Christi über die Welt symbolisiert. Nach der Entgegennahme durch den Monarchen gibt dieser dem Dekan den Reichsapfel zurück, welcher ihn auf den Altar zurückstellt. Als Nächstes empfängt der Monarch einen Ring, oft auch als Hochzeitsring Englands bezeichnet. Nun folgen die Armreife, welche das Band zwischen ihm und seinem Volk symbolisieren. Es folgt noch ein weißer Leinenhandschuh durch einen Vertreter des Herzogtums Lancaster für die rechte Hand. Das Sceptre with the Dove (Zepter mit der Taube), das seinen Namen von der abgebildeten Taube, die den heiligen Geist darstellt, hat, und das Sceptre with the Cross (das Zepter mit dem Kreuz), das den Cullinan I, den größten geschliffenen Diamanten der Welt enthält, werden dem Monarchen überreicht.

### Krönung

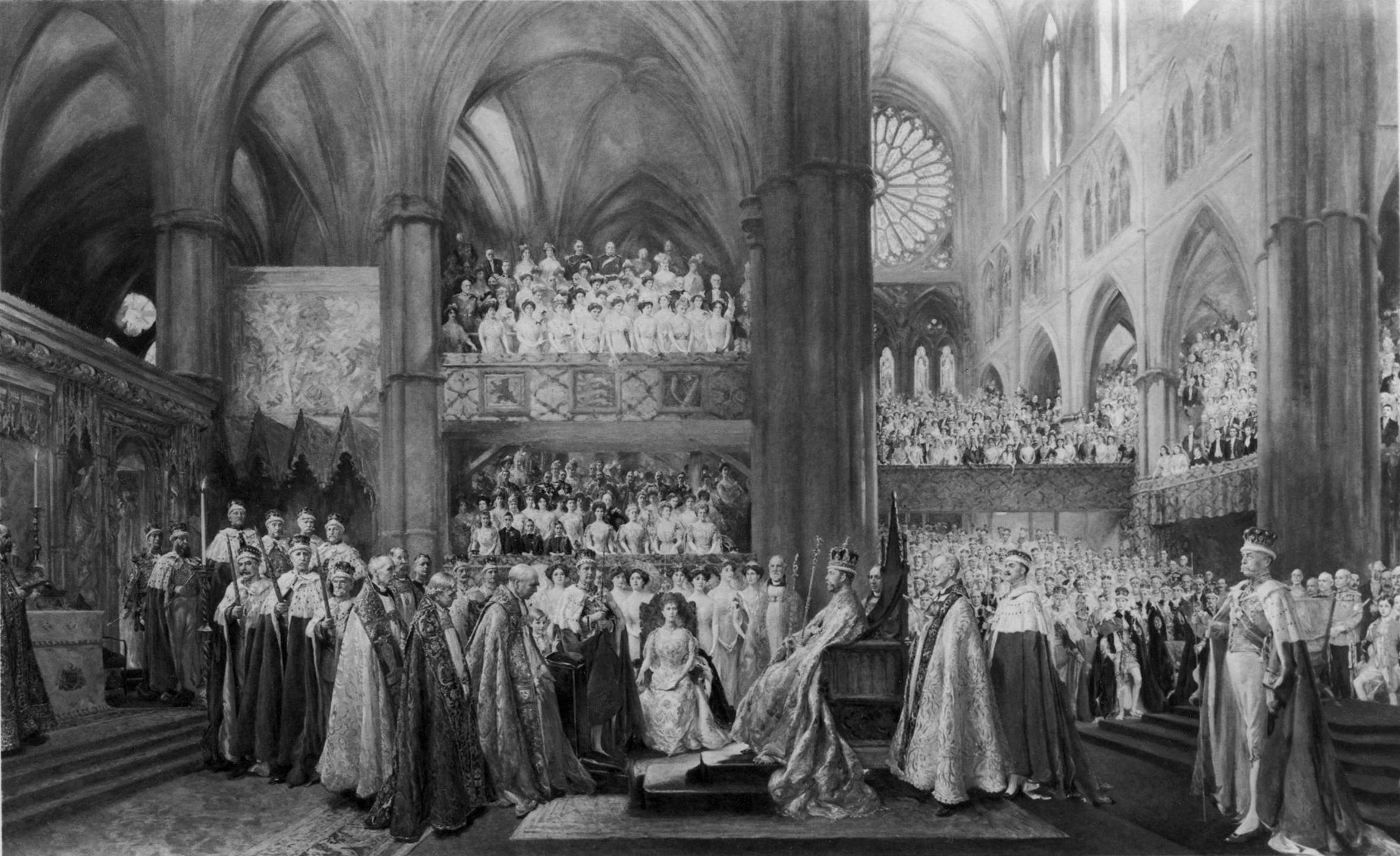
König Georg V. kurz nach der Krönung, fälschlicherweise mit der Imperial State Crown. Gemälde von John Henry Frederick Bacon.

Nun erbittet der Erzbischof am Hochaltar den Segen für die Krone. Dabei gibt der Garter King of Arms mit seinem Amtsstab ein Zeichen, und daraufhin tragen Pagen die ihnen anvertrauten Rangkronen zu den jeweiligen Peers. Alle erheben sich. Nun schreitet der Erzbischof, begleitet von allen hohen Geistlichen, den Bannern und Kreuzen, vom Hochaltar zum Krönungsstuhl.
Während der Monarch die beiden Zepter hält, krönt der Erzbischof von Canterbury den Monarchen mit der St.-Eduards-Krone, welche ihm durch den Dekan von Westminster gebracht wird. Danach rufen alle anwesenden dreimal „Gott schütze den König/die Königin“ („God save the King/Queen“) und die Peers setzen ihre Kronen/Diademe auf. Ein Trompetentusch erschallt und vor dem Tower of London wird Salut geschossen. Der Chor singt „Be strong and good courage“. Es erfolgt ein feierlicher Segen durch den Erzbischof, zuerst für den Monarchen und anschließend für das gesamte Volk.
Während der Krönung Georgs VI. im Jahre 1937 wurde dem damaligen Erzbischof Lang die Krone vom Dekan entweder falsch herum überreicht, oder der Erzbischof wusste nicht mehr genau, welche Seite der Krone nach vorn zeigt. Er drehte und wendete sie einige Zeit, um sie dann richtig herum auf dem Haupt des Königs zu platzieren.

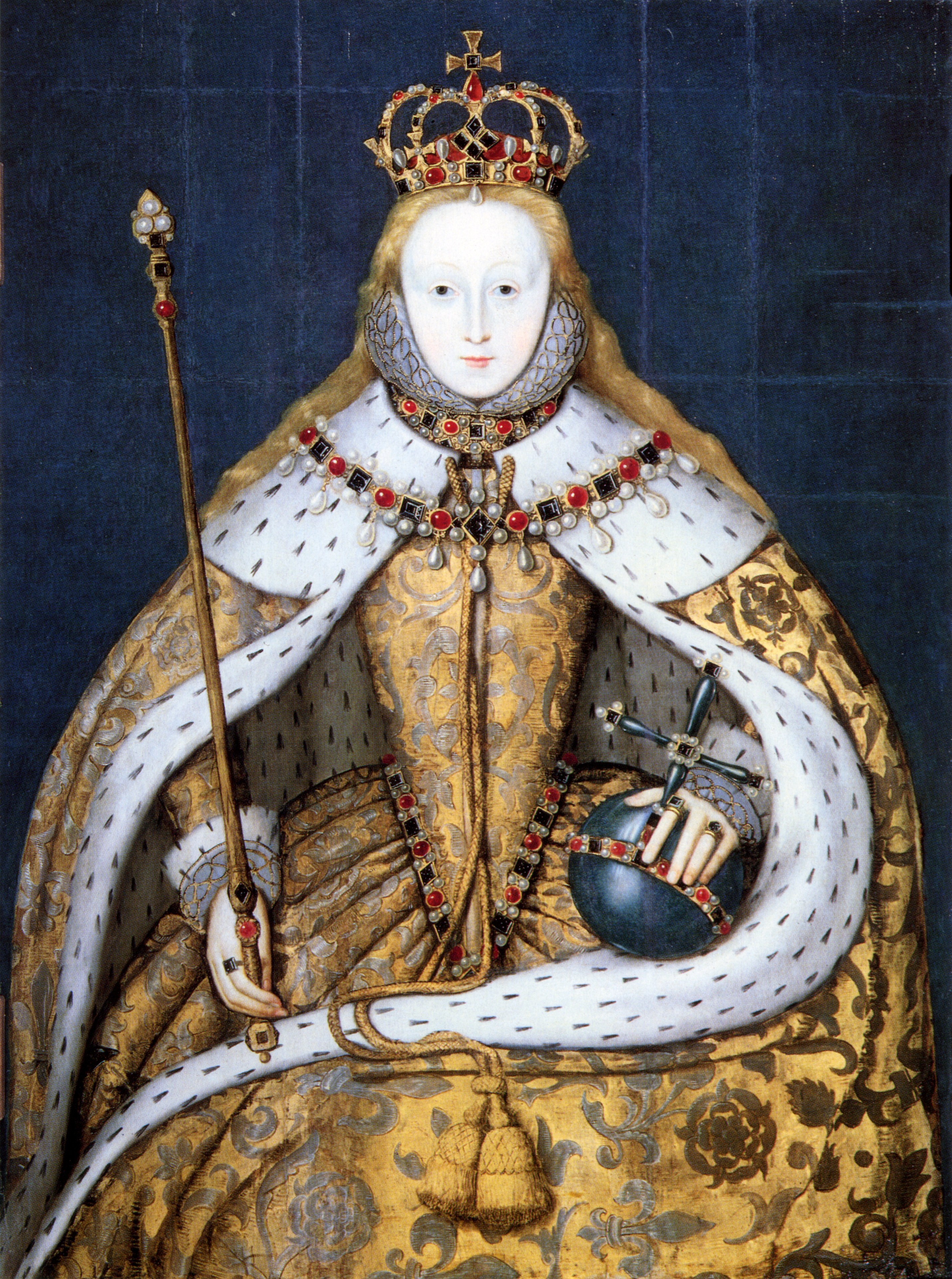
Das Ende: Krone, Szepter und The Sovereign’s Orb (Reichsapfel der britischen Monarchen) wird vom jeweils neuen Herrscher getragen (hier: Elisabeth I. von England)

### Einsetzung (Investitur) und Lehnseid
Es folgt ein jahrhundertealtes Ritual, die Einsetzung des neuen Monarchen in sein Königreich. Der Monarch nimmt seinen Platz auf dem Thron ein, indem die Great Officers of State und die wichtigsten Bischöfe des Landes ihn auf den erhöhten Thronsessel inmitten des Theaters (s. o.) niedersetzen. Es folgen nun durch den Erzbischof die Einsetzungsworte, welche seit der Krönung Wilhelm des Eroberers unverändert sind.
Nachfolgend erfolgt die persönliche Hommage des Monarchen durch den Klerus und den Adel in Form des Lehneides. Zuerst schwören die Erzbischöfe und Bischöfe als erste ihren Lehnseid, indem der Erste bzw. Ranghöchste – also der Erzbischof von Canterbury – vor dem Monarchen niederkniet und mit den Worten: „Ich, (N.N.), Erzbischof von Canterbury, werde treu und ehrlich sein, und Treue und Wahrheit werde ich Euch, unserem Herrscher, König (Königin) dieses Königreiches und Verteidiger des Glaubens, entgegenbringen, sowie auch Euren Erben und Nachfolgern nach dem Gesetz. So wahr mir Gott helfe.“ ihren Eid ablegen. Anschließend berührt der Erzbischof die Krone und begibt sich auf die rechte Seite des Thrones. Alle anderen Geistlichen knien dabei an ihrem Platz.
Es folgt nun der Adel. Früher brachte jeder Peer einzeln seine Ehrerbietung dar, aber Eduard VII. kürzte die Zeremonie. Nach dem Klerus erweisen nun die Mitglieder der königlichen Familie ihre Ehrerbietung, indem sie einzeln vortreten, sich zu Füßen des Monarchen niederknien und mit ihren Händen in die des Monarchen das Lehensgelöbnis sprechen: „Ich, (N.N.), Prinz, Duke (bzw. Marquess, Earl, Viscount, Baron, Lord) of N., werde Euer Lehnsmann sein mit Leib und Seele und in irdischer Ehrerbietung; und Treue und Wahrheit werde ich Euch entgegenbringen im Leben wie im Sterben, gegen jede Art von Leuten. So wahr mir Gott helfe.“ Sie küssen nun des Monarchen linke Wange, berühren die Krone und gehen zu ihrem Platz zurück.
Die Peers werden jeweils vom obersten Peer des jeweiligen Ranges angeführt: für die Dukes der Duke of Norfolk, für die Marquesses der Marquess of Winchester, für die Earls der Earl of Shrewsbury, für die Viscounts der Viscount Hereford und für die Barone Baron de Ros. Auch sie sprechen die Eidesformel, küssen jedoch nur die Hand des Monarchen und kehren, nach der Berührung der Krone, an ihren Platz zurück. Zum Ende der Huldigung erschallen Fanfaren und die gesamte Menge der Lords ruft: Gott schütze den König. Lang lebe der König. Möge der König ewig regieren.
Wenn es eine Queen Consort (Gemahlin des Königs) gibt, wird sie in einer sehr einfachen Zeremonie, sofort nach der Ehrerbietung gekrönt. Ein Queen Regnants’s husband, oftmals Prince Consort genannt (Prinzgemahl oder Gemahl der Königin), wird jedoch nicht eigens gekrönt. Auch die Königingemahlin wird auf einen zwei Stufen niedrigeren Thron eingesetzt, jedoch nicht mit einem Lehnseid geehrt.

### Fortsetzung des Gottesdienstes
Die zuvor für die eigentliche Krönungshandlung unterbrochene Messe wird fortgesetzt. Der Monarch und sein Partner schreiten zum Hochaltar, legen ihre Kronjuwelen ab und übergeben sie an die zuständigen Träger. Nun opfern sie ihre vorgeschriebenen Gaben. Eine der Neuerungen der Krönung von 1953 war die Gestaltung des Offertoriums (Gesang zur Gabenbringung) als Lied, das vom Chor und der Gemeinde gesungen wurde. Dafür schuf Ralph Vaughan Williams ein monumentales Arrangement des Chorals All people that on earth do dwell, einer metrischen Version des Psalms 100 mit der Loys Bourgeois zugeschriebenen Melodie The Old 100th. Es folgt die Abendmahlsliturgie gemäß dem Book of Common Prayer. Die Kommunion, die unter beiderlei Gestalten gereicht wurde, empfingen 1953, dem Herkommen entsprechend, lediglich die zelebrierenden Bischöfe sowie die Königin und der Duke of Edinburgh. Nach Empfang der Kommunion erhält der Monarch die Kronjuwelen zurück und kehrt auf seinen Thron zurück. Mit dem feierlichen Te Deum endet nach dem Segen der Gottesdienst.

### Umkleidung
Der Monarch verlässt anschließend den Krönungsschauplatz und betritt, gefolgt von den Überbringern des Sword of State (Schwert des Staates), des Sword of Spiritual Justice (Schwert der geistlichen Gerechtigkeit), des Sword of Temporal Justice (Schwert der weltlichen Gerechtigkeit) und des Sword of Mercy (Schwert der Gnade), welches eine stumpfe Spitze hat, die St.-Edwards-Kapelle (direkt hinter dem Hochaltar). Die Krone und die Zepter, die der Monarch trägt, sowie alle anderen Reichinsignien werden auf den Altar vor dem Schrein Edwards des Bekenners gelegt. Der Monarch zieht die Robe Royal aus und trägt nun die Purpurne Robe, welche an die purpurnen Roben der römischen Eroberer erinnert. Sie besteht aus einem Hermelinumhang und einer purpurnen Samtschleppe. Der Monarch trägt dann die Imperial State Crown (Reichskrone), nimmt das Zepter mit dem Kreuz und den Reichsapfel in die Hand und verlässt die Kapelle.

### Feierlicher Auszug – Prozession
Währenddessen beginnt der feierliche Auszug der gesamten Würdenträger aus der Abtei. Nach und nach schreiten sie in der Reihenfolge ihrer Verwendung bzw. Aufgaben zur Westtür. Nach einem feierlichen Trompetensignal verlässt nun der gekrönte Herrscher die St.-Edward-Kapelle und schreitet ebenfalls zur Westtür, während alle Anwesenden die Königshymne singen.

## Besonderheiten der Krönungsfeierlichkeiten 1953
Die Krönung von Elisabeth II. im Jahr 1953 wurde von der BBC elf Stunden lang übertragen und gilt durch die Direktübernahme durch deutsche und französische Sender als erste länderübergreifende europäische Liveübertragung. Die Anfrage der BBC nach TV-Kameras auch im Innern der Westminster Abbey wurde zunächst abgelehnt, weil insbesondere die Königin selbst die enorme Zahl an Live-Zuschauern über das neue Medium fürchtete, die genau verfolgen könnten, wenn Fehler unterlaufen würden. Als dieser Beschluss im November 1952 publik gemacht wurde, starteten die meisten britischen Zeitungen, mit Ausnahme der Times, eine intensive Kampagne dagegen, durch deren Druck die Fernsehübertragung auch im Kircheninnern dann doch noch gestattet wurde. Die Fernsehkameras wurden im Innern der Holztribünen versteckt, die temporär in die Abtei für diesen Anlass eingebaut wurden, um die vorhandene Sitzplatzzahl von rund über 2000 auf weit über 7000 zu erhöhen. Sie filmten durch Guckschlitze. Bei einem Test mit einem Übertragungswagen im Vorfeld setzte der gewiefte BBC-Producer ein Weitwinkelobjektiv ein, so dass er mit einem an Details armen Bild auf einem damals kleinen Röhrenmonitor die Bedenken der königlichen Vorbereitungskommission zerstreuen konnte. Es wurde daraufhin festgelegt, dass die Kameras mindestens 30 Fuß (ca. 10 m) Abstand zum Geschehen einhalten müssten, nicht jedoch welche Objektive verwendet werden dürften. Während der Liveübertragung wurden dann teilweise mit Teleobjektiven Nahaufnahmen gesendet. Neben der Schwarz-Weiß-Live-Fernsehübertragung wurde die gesamte Zeremonie durch unabhängige Filmfirmen in bester Kinofilmqualität auf Farb- und Schwarz-Weiß-Filmmaterial festgehalten. Da die Krönung und vor allem die dazugehörige Salbung eine sakramentale Handlung ist, durften die Kameras diese Vorgänge nicht direkt zeigen; von der Salbung Königin Elisabeths gibt es keinerlei Bilddokumente. Die Anzahl der Zuschauer im Vereinigten Königreich wurde auf zwanzig Millionen vor den einer Million vorhandenen Fernsehapparaten geschätzt. Die Übertragung der Krönung steigerte das öffentliche Interesse am neuen Medium Fernsehen stark und gilt als die erste, bei der die Fernsehzuschauerzahl die Zahl der Radiohörer übertraf.

## Ausblick
Im Vereinigten Königreich wurde seit geraumer Zeit kontrovers über eine zukünftige Krönung diskutiert. Der damalige Prince of Wales erklärte 2006, eine multikulturelle-Feier zu favorisieren als „Beschützer“ (Fidei defensor) aller Religionen. Dem widerspräche ein anglikanischer Gottesdienst in der Westminster Abbey. Sir Roy Strong, ehemaliger High Bailiff der Westminster Abbey und Autor eines Buches zur Geschichte der Krönung, schlug ein Wiederaufleben des Krönungsbanketts als Huldigung der anderen Religionen vor. Der aktuelle Earl Marshal, Edward Fitzalan-Howard, 18. Duke of Norfolk, als Verantwortlicher für die Durchführung sprach schon 2004 davon, den Gottesdienst zeitlich geraffter durchzuführen.
Die Krönung von Charles III. fand am Samstag, dem 6. Mai 2023, in der Westminster Abbey statt. Das Krönungsdatum gab der Buckingham-Palast am 11. Oktober 2022 bekannt. Die BBC berichtete, dass die Zeremonie „kürzer, diverser und mit einer sehr viel kleineren Anzahl an Gästen“ ausfallen werde.